# Phryxe bellierella
Phryxe bellierella là một loài ruồi trong họ Tachinidae.